# Cynorkis cuneilabia
Cynorkis cuneilabia är en orkidéart som beskrevs av Rudolf Schlechter. Cynorkis cuneilabia ingår i släktet Cynorkis, och familjen orkidéer. Inga underarter finns listade i Catalogue of Life.